# Mutterer Alm
Le Mutterer Alm est un refuge de montagne dans la vallée de l'Inn sur le territoire de la commune de Mutters.

## Histoire
Le Muttereralmbahn est construit en 1953, fonctionne jusqu'en 2000 puis est reconstruit en janvier 2006. Il amène au domaine skiable du Mutterer Alm.
Une piste mène vers le Nockhof.

## Sites à proximité
Refuges
- Refuge Adolf-Pichler (1 977 m)
- Schlicker Alm (1 616 m)
- Götzner Alm (1 542 m, 30 minutes)
- Nockhof (1 264 m)
- Refuge du Birgitzköpfl (2 037 m, 70 minutes)
- Birgitzer Alm (1 808 m)

Sommets
Le refuge est le point de départ pour les itinéraires suivants :
- Hoadl (2 340 m)
- Saile (Nockspitze) (2 403 m)
- Ampferstein (2 556 m)
- Marchreisenspitze (2 620 m)
- Pfriemeswand (2 103 m)
- Spitzmandl (2 206 m)
- Birgitzköpfl (1 982 m)